# Acsalag
Acsalag (croata: Ačologa) é um município da Hungria, situado no condado de Győr-Moson-Sopron. Tem 10,42 km² de área e sua população em 2015 foi estimada em 493 habitantes.